# Liassine Cadamuro
Liassine Cadamuro-Bentaïba (Toulouse, Alto Garona, Francia, 5 de marzo de 1988) es un futbolista argelino que juega en la posición de defensa en el F. C. Istres de Francia.
Se trata de un jugador polivalente cuyo máximo valor es la versatilidad que le permite jugar en muy diferentes puestos, en cualquier puesto de la línea defensiva o incluso en el centro del campo.

## Trayectoria

### Inicios
Liassine Cadamuro es natural de la ciudad francesa de Toulouse donde nació en 1988, hijo de padre italiano y madre argelina. Comenzó a jugar al fútbol con 5 años de edad en diferentes equipos locales del distrito de Toulouse como el E.S.E.Saint-Jory, el Blagnac F.C. y el U.S.Colomiers. Por aquel entonces Cadamuro jugaba como medio ofensivo. Con 15 años de edad fue fichado por el FC Sochaux, un histórico del fútbol francés, en cuya cantera prosiguió su formación. En el FC Sochaux Cadamuro fue reconvertido a medio defensivo y posteriormente a defensa central. Jugó durante 3 temporadas en el equipo reserva del FC Sochaux en el Championnat de France Amateurs (CFA), equivalente a una 4ª división, sin llegar a debutar en partido oficial con la primera plantilla del FC Sochaux. Durante su estancia en el FC Sochaux se hizo en la temporada 2006-07 con la prestigiosa Copa Gambardella, principal título sub-19 de Francia y ganó en la temporada 2007-08 el CFA con el equipo reserva del Sochaux.

### España
En 2008, cuando contaba con 20 años de edad, fue fichado por la Real Sociedad como apuesta de futuro. En la temporada 2010-11 fue convocado para jugar un partido de la Primera División, pero no llegó a saltar al campo. Durante estos tres años ha jugado habitualmente en el equipo filial de la Real Sociedad, con el que ha disputado ya 80 encuentros.
Durante la temporada 2010-11 la Real prorrogó el contrato de Cadamuro, que de cara a la temporada 2011-12 será integrante de la primera plantilla. Debuta con la primera plantilla txuriurdin el 10 de septiembre de 2011, en la tercera jornada de Liga disputada en el Estadio de Anoeta, en el partido que enfrenta a los locales con el Fútbol Club Barcelona y que se salda con empate a dos tantos. Ante la lesión de Alberto de la Bella, Cadamuro empieza a ocupar también la posición de lateral izquierdo durante la Temporada.
La temporada 2012-13 fue sin embargo muy diferente para el jugador franco-argelino. Cadamuro comenzó la temporada relegado al banquillo, sin sitio en el equipo. Montanier no confió de salida en Cadamuro para jugar en ninguno de los puestos en los que se había desempeñado en su primera campaña con la Real. Sin embargo el seleccionador argelino Halilhodzic, mantuvo la confianza en el jugador de Toulouse como lateral derecho de la selección. En un partido clasificatorio para la Copa África, disputado a comienzos de septiembre, Cadamuro sufrió un esguince en el tobillo izquierdo que le hizo causar baja por un par de semanas. Tras recuperarse, Cadamuro pudo debutar con la Real en esa temporada, jugando unos pocos minutos en el derbi vasco que la Real ganó 2:0 el 29 de septiembre. En ese partido Cadamuro jugó en el centro del campo saliendo en sustitución de Illarra. En octubre Cadamuro logró clasificarse para la Copa África con su selección, pero el 24 de octubre se lesionó en un entrenamiento con un nuevo esguince, esta vez en el tobillo derecho. Esta lesión fue de mayor gravedad que la anterior ya que le mantuvo de baja hasta diciembre. El proceso de recuperación hizo que no se pudiera reintegrar al equipo en lo que restaba de año y tras el parón de Navidad se incorporó directamente a la concentración de su selección para la disputa de la Copa de África en enero de 2013. En esta competición tanto el jugador como su selección hicieron un papel discreto, sin pasar de la primera fase. A principios de febrero Cadamuro se reincorporó a la Real tras regresar de la disputa de la Copa de África, pero para entonces el equipo ya había iniciado su escalada clasificatoria y poseía un once inicial bien asentado, sin sitio para el jugador franco-argelino. Hasta febrero Cadamuro no pudo, por diferentes motivos (lesiones y compromisos internacionales), poder trabajar regularmente con el grupo. Fiel a su papel de jugador comodín, en el tramo final liguero Cadamuro ha entrado algo más en los planes de Montanier, ya que desde febrero hasta final de temporada ha estado presente en casi todas las convocatorias, aunque casi siempre se quedó sentado en el banquillo sin jugar. Su labor fue la de estar preparado para sustituir jugadores titulares que causaran baja por lesiones o sanciones. Así jugó dos partidos como titular en el tramo final de Liga, uno como lateral izquierdo en sustitución de De la Bella en el Osasuna-Real Sociedad (0:0) de la jornada 32 y otro como central, en sustitución de Mikel González en el Sevilla-Real Sociedad (1:2) de la jornada 36. También jugó unos pocos minutos en el tramo final del Real Sociedad-Granada (2:2) en la jornada 35. El 1 de junio de 2013 consiguieron una histórica clasificación para la Liga de Campeones de la UEFA.
En el mercado de invierno se fue cedido al R. C. D. Mallorca hasta el 30 de junio. El 31 de agosto de 2014, a un día de cerrarse el mercado de fichajes, se anunció la cesión de Cadamuro al C. A. Osasuna por una temporada.

## Selección nacional
El jugador era seleccionable por tres selecciones nacionales, Francia, su país de nacimiento; Italia, país de su padre y Argelia, país de su madre, pero siempre manifestó su preferencia por jugar con la selección de Argelia, que además era aparentemente la vía más sencilla para alcanzar la internacionalidad. El jugador posee desde finales de 2011 el pasaporte argelino y es convocado por primera vez por el seleccionador nacional de ese país, el bosnio Vahid Halilhodžić, para jugar un encuentro oficial el 29 de febrero de 2012 en Gabón, valedero para la clasificación en la Copa de África de 2013.
Tras lograr la clasificación con su selección para la Copa de África de 2013, fue seleccionado y tomó parte en esta competición en enero de 2013. No tuvieron mucha suerte ni Cadamuro ni su selección, ya que Argelia fue eliminada en la ronda de grupos tras perder con Túnez y Togo y empatar en el último e intrascendente partido contra Costa de Marfil. Cadamuro fue titular en el primer partido del torneo, para no jugar en los dos siguientes partidos.
El 2 de junio de 2014 fue incluido en la lista final de 23 jugadores que representarían a Argelia en la Copa Mundial de Fútbol de 2014.

### Participaciones en Copas del Mundo
| Mundial                        | Sede   | Resultado        |
| ------------------------------ | ------ | ---------------- |
| Copa Mundial de Fútbol de 2014 | Brasil | Octavos de final |

## Clubes
| Club                           | País    | Año       |
| ------------------------------ | ------- | --------- |
| F. C. Sochaux-Montbéliard "II" | Francia | 2005-2008 |
| Real Sociedad "B"              | España  | 2008-2011 |
| Real Sociedad                  | España  | 2011-2015 |
| R. C. D. Mallorca (cedido)     | España  | 2014      |
| C. A. Osasuna                  | España  | 2014-2015 |
| Servette F. C.                 | Suiza   | 2016-2017 |
| Nîmes Olympique                | Francia | 2017-2018 |
| Gimnàstic de Tarragona         | España  | 2018-2019 |
| C. S. Concordia Chiajna        | Rumania | 2019      |
| Volos N. F. C.                 | Grecia  | 2020      |
| Atlético Marsella              | Francia | 2020-2021 |
| F. C. Istres                   | Francia | 2021-2023 |
| Berre SpC                      | Francia | 2023-     |